# Carl Anton Fingerhuth
Carl Anton Fingerhuth (* 20. Dezember 1798 oder 6. Oktober 1802 in Dom-Esch; † 3. Juni 1876 ebenda) war ein deutscher Mediziner und Botaniker. Sein botanisches Autorenkürzel lautet „Fingerh.“

## Leben
Carl Anton Fingerhuth studierte  Medizin, wurde zum Doktor der Medizin und Chirurgie promoviert und am 25. Juni 1831 approbiert. Fingerhuth wirkte bis zu seinem Lebensende als Arzt in Esch bei Euskirchen.
Er ist Erstbeschreiber zahlreicher botanischer Taxa, teilweise zusammen mit seinem Freund Mathias Joseph Bluff, mit dem er einige Schriften gemeinsam veröffentlichte und für den er nach dessen frühem Tod einen Nachruf erstellte und veröffentlichte.
Fingerhuth war ab Oktober 1834 Mitglied im Botanischen Verein am Mittel- und Niederrhein.

## Ehrungen
Christian Gottfried Daniel Nees von Esenbeck benannte 1834 ihm zu Ehren die Pflanzengattung Fingerhuthia Nees, die aktuell Fingerhuthia Nees ex Lehm. bezeichnet und der Familie der Süßgräser zugeordnet wird.

## Schriften
- mit Mathias Joseph Bluff: Compendium florae Germaniae. Sect. I. Plantae phanerogamicae seu vasculosae. Tomus I. Schrag, Norimbergae 1825 Digitalisat
- mit Mathias Joseph Bluff: Compendium florae Germaniae. Sect. I. Plantae phanerogamicae seu vasculosae. Tomus II. Schrag, Norimbergae 1825 Digitalisat
- Tentamen Florulae Lichenum Eiffliacae sive Enumeratio Lichenum in Eifflia provenientium. Schrag, Norimbergae 1829 Digitalisat
- Monographia generis Capsici. Arnz, Düsseldorpii 1832 Digitalisat
- mit Christian Gottfried Daniel Nees von Esenbeck, Mathias Joseph Bluff und Johann Conrad Schauer: Compendium florae Germaniae. Sectio I., Plantae phanerogamicae seu vasculosae. Tomus I, Pars I, Schrag, Norimbergae 1836 Digitalisat
- mit Christian Gottfried Daniel Nees von Esenbeck, Mathias Joseph Bluff und Johann Conrad Schauer: Compendium florae Germaniae. Sectio I., Plantae phanerogamicae seu vasculosae. Tomus I, Pars II, Schrag, Norimbergae 1837 Digitalisat
- Matthias Joseph Bluff, practischer Arzt in Aachen. In: Zweiter Jahresbericht des botanischen Vereines am Mittel- und Niederrheine. Henry & Cohen, Bonn 1839, S. 142–144 Digitalisat